# Māhūr-e Bāsht
Māhūr-e Bāsht (persiska: ماهور باشت) är en ort i Iran.   Den ligger i provinsen Kohgiluyeh och Buyer Ahmad, i den centrala delen av landet, 600 km söder om huvudstaden Teheran. Māhūr-e Bāsht ligger 747 meter över havet och antalet invånare är 350.
Terrängen runt Māhūr-e Bāsht är varierad. Runt Māhūr-e Bāsht är det ganska glesbefolkat, med 24 invånare per kvadratkilometer. Närmaste större samhälle är Bāsht, 16,4 km nordost om Māhūr-e Bāsht. Omgivningarna runt Māhūr-e Bāsht är i huvudsak ett öppet busklandskap.